# 道の駅南相馬
道の駅南相馬（みちのえき みなみそうま）は、福島県南相馬市原町区にある国道6号の道の駅である。
「南相馬市ふるさと回帰支援センター」を併設する。

## 沿革
- 2007年（平成19年）10月4日 - 開設
- 2009年（平成21年）1月21日 - 高速バス・いわき号『道の駅 南相馬』バス停設置、稼働開始

ここはかつての「磐城無線電信局・原町送信所」の跡地で、1982年（昭和57年）まで、高さ200mに及ぶ鉄筋コンクリート製の送信塔『原町無線塔』が同じ敷地内に立っていた。現在は道の駅南相馬に隣接して公園として整備され、無線塔が立っていたその場所には、2009年より『無線塔跡花時計』が据えられている。また記念塔としてミニチュアの『憶・原町無線塔』が、道の駅南相馬に隣接して建てられている。

## 施設
- 駐車場
  - 普通車：68台
  - 大型車：17台
  - 身障者用：3台
- トイレ
  - 男：大 5器、小 15器
  - 女：15器
  - 身障者用：4器
- 公衆電話：1台
- レストラン
- 特産物販売コーナー

## アクセス
- 国道6号 - 登録路線
  - 福島県道12号原町川俣線
  - 福島県道263号下渋佐南新田線

## 周辺
- 憶・原町無線塔
- 南相馬市立総合病院
- 原町運動公園
- 原ノ町駅
- 原町シーサイドパーク
- 桜井古墳
- 南相馬市立原町第二中学校